# Luca Jensen
Luca Jensen (* 1. Januar 1998 in Kaiserslautern) ist ein deutscher Fußballspieler.

## Karriere
Nach seinen Anfängen in der Jugend des SV Enkenbach und der SpVgg NMB Mehlingen wechselte er im Sommer 2006 in die Jugendabteilung des 1. FC Kaiserslautern. Dort kam er auch zu seinen ersten Einsätzen im Seniorenbereich in der fünftklassigen Oberliga Rheinland-Pfalz/Saar bei der Zweitvertretung seines Vereins. Am 4. Juli 2020, dem 38. Spieltag, kam er auch zu seinem ersten Einsatz im Profibereich, als er beim 1:0-Heimsieg gegen den FC Bayern München II in der 82. Spielminute für Janik Bachmann eingewechselt wurde. Nach dreimonatiger Vereinslosigkeit schloss er sich im Oktober 2021 dem KFC Uerdingen 05 in der Regionalliga West an. Für Uerdingen kam Jensen auf 25 Liga- und zwei Landespokaleinsätze. Am Ende der Saison stieg der KFC ab und Jensen wechselte zum Regionalliga-Nordost-Aufsteiger Greifswalder FC.